# 萧遘
蕭遘（？—887年4月6日），字得圣，唐代兰陵人，唐朝官员。

## 簡介
蕭遘是萧珣八世孙。唐德宗宰相蕭復之曾孙。咸通五年（865年）乙巳科狀元，主考官是尚書右丞賈至，以及禮部侍郎楊綰，授秘書省校書郎、太原（今山西太原）从事。累遷考功員外。歷官右史，咸通十一年贬黔南。召為禮部員外郎。乾符年間，累擢戶部侍郎、翰林學士承旨。隨僖宗幸蜀，以兵部判度支驻绵州（今四川绵阳东），拜同中書門下平章事。宰相王铎年事高，不慎失足跌倒，萧遘赶忙前去搀扶。僖宗喜道：“辅弼大臣如此相和，此乃我之福也！”中和四年十月，任司空。封楚國公。光啟二年初，静难节度使朱玫主張另立襄王李煴為帝，蕭遘反對，稱病婉拒草擬文告。朱玫改請鄭昌圖起草，并对萧遘不满。田令孜挾僖宗倉皇出奔寶雞，蕭遘不滿田令孜專權，未及跟隨。當時蕭遘弟蕭蘧為永樂縣令，前往依弟。光啟三年，朱玫被殺，宰相孔緯與蕭遘不合，誣陷萧遘從逆，拒絕隨駕寶雞，被賜死於永樂。時人哀之。

## 延伸阅读
[在维基数据编辑]
 《舊唐書·卷179》，出自刘昫《舊唐書》
 《新唐書·卷101》，出自《新唐書》